# Dutch Open 1999
Die Dutch Open 1999 im Badminton fanden vom 30. September bis zum 3. Oktober 1999 im Sportcentrum de Maaspoort in Den Bosch statt. Das Preisgeld betrug 50.000 US-Dollar.

## Sieger und Platzierte
| Disziplin    | Gold                        | Silber                                  | Bronze                            |
| ------------ | --------------------------- | --------------------------------------- | --------------------------------- |
| Herreneinzel | Xia Xuanze                  | Ji Xinpeng                              | Anders Boesen                     |
| Herreneinzel | Xia Xuanze                  | Ji Xinpeng                              | Jason Wong                        |
| Dameneinzel  | Tang Chunyu                 | Mia Audina                              | Mette Pedersen                    |
| Dameneinzel  | Tang Chunyu                 | Mia Audina                              | Zhou Mi                           |
| Herrendoppel | Choong Tan Fook Lee Wan Wah | Martin Lundgaard Hansen Lars Paaske     | Chew Choon Eng Rosman Razak       |
| Herrendoppel | Choong Tan Fook Lee Wan Wah | Martin Lundgaard Hansen Lars Paaske     | Chris Hunt Julian Robertson       |
| Damendoppel  | Chen Lin Jiang Xuelian      | Tang Chunyu Zhou Mi                     | Kaori Saito Keiko Takeno          |
| Damendoppel  | Chen Lin Jiang Xuelian      | Tang Chunyu Zhou Mi                     | Nicole Grether Karen Neumann      |
| Mixed        | Chen Lin Chen Qiqiu         | Martin Lundgaard Hansen Pernille Harder | Fredrik Bergström Jenny Karlsson  |
| Mixed        | Chen Lin Chen Qiqiu         | Martin Lundgaard Hansen Pernille Harder | Jonas Rasmussen Helene Kirkegaard |

## Finalresultate
| Disziplin    | Sieger                      | Finalist                                | Ergebnis           |
| ------------ | --------------------------- | --------------------------------------- | ------------------ |
| Herreneinzel | Xia Xuanze                  | Ji Xinpeng                              | 15-10, 15-13       |
| Dameneinzel  | Tang Chunyu                 | Mia Audina                              | 11-13, 11-4, 11-7  |
| Herrendoppel | Choong Tan Fook Lee Wan Wah | Martin Lundgaard Hansen Lars Paaske     | 15-4, 6-15, 15-9   |
| Damendoppel  | Chen Lin Jiang Xuelian      | Tang Chunyu Zhou Mi                     | 15-9, 15-4         |
| Mixed        | Chen Qiqiu Chen Lin         | Martin Lundgaard Hansen Pernille Harder | 15-11, 9-15, 15-10 |